# Джанпиеро Комби
Джанпиеро Комби (на италиански: Gianpiero Combi) е италиански футболист, вратар.

## Кариера
Комби е роден в Торино на 20 ноември 1902 г. и играе за юношите на Ювентус. Той дебютира в италианската Серия А на 5 февруари 1922 г. в мач срещу Милан. Комби прекарва цялата си кариера в Ювентус. Той изиграва 351 мача в Серия А, спечелвайки пет титли - през 1926, 1931, 1932, 1933 и 1934 г. като част от първата златна ера на клуба с рекорд от пет последователни скудети.
Заедно с Вирджинио Розета и Умберто Калигарис, Комби формира страхотната отбранителна стена (известна в Италия като „Трио Комби-Розета-Калигарис“) за Ювентус и италианския национален отбор. Той изиграва последния си мач в Серия А на 15 април 1934 г., 2:1 над Бреша Калчо.

## Отличия

### Отборни
Ювентус
- Серия А: 1925/26, 1930/31, 1931/32, 1932/33, 1933/34

### Международни
Италия
- Олимпийски бронзов медал: 1928
- Купа на Централна Европа по футбол: 1930, 1935
- Световно първенство по футбол: 1934